# Steinhaus (Mitterfels)
Die Einöde Steinhaus ist ein Ortsteil des Marktes Mitterfels im niederbayerischen Landkreis Straubing-Bogen. Sie liegt dreihundert Meter nordöstlich der Burg Mitterfels oberhalb des linken Talhangs der Menach. Hier liegt auch der abgegangene Burgstall Steinhaus (Mitterfels).

## Einwohnerentwicklung
- 1838: 00 6 Einwohner[2]
- 1860: 00 9 Einwohner[3]
- 1871: 00 8 Einwohner[4]
- 1875: 00 3 Einwohner[5]
- 1885: 00 3 Einwohner[6]
- 1900: 00 4 Einwohner[7]
- 1913: 00 3 Einwohner[8]
- 1925: 00 3 Einwohner[9]
- 1950: 00 5 Einwohner[10]
- 1961: 00 3 Einwohner[11]
- 1970: 00 3 Einwohner[12]
- 1987: 00 - Einwohner[1]

## Umwelt
Steinhaus liegt im Landschaftsschutzgebiet Bayerischer Wald.